# Capparis retusa
Capparis retusa, comúnmente llamada sacha alcaparro, poroto guaicurú, es una especie originaria del sur de Sudamérica.

## Descripción
Es un arbolito de entre 2-8 m de altura, ramas tortuosas, follaje denso. Hojas simples, perennes, alternas, verde oscuras, elípticas, grandes, de 2-6 x 1-4 cm; márgenes simples, nervadura central prominente en la cara inferior, y muchas hojas con escotadura en el extremo; crocantes, y gusto a repollo. Las ramas son finas, muy ramificadas, presenta lenticelas, corteza lisa, verde, sin espinas.
Inflorescencia con flores perfectas, completas, solitarias, grandes, de 3–5 cm de largo; 4-sépalos libres, carnosos, verdes; 4-pétalos libres, amarillentos. 40-80-estambres muy largos, vistosos, ovario súpero, cilíndrico, separado de los demás ciclos florales por un pedicelo largo (ginóforo).
Fruto cápsula (semeja una chaucha), 4–11 cm de largo, con notables estrangulaciones. Abre sola a la madurez, semillas castañas, lisas, como porotos, 8 x 4 mm; suelen germinar en la planta.

## Propiedades
De este arbusto se utiliza la raíz, la corteza y los capullos florales. Aunque no es una planta medicinal en sí misma, tiene algunas propiedades terapéuticas.

## Distribución y hábitat
Se distribuye por algunas regiones de Argentina y Bolivia. 

Es parte del estrato arbóreo bajo y arbustivo del bosque. Abunda en ambientes degradados. Prefiere sitios secos, soleados, salobres como los peladares.

## Taxonomía
Capparis retusa fue descrito por August Heinrich Rudolf Grisebach  y publicado en Abhandlungen der Königlichen Gesellschaft der Wissenschaften zu Göttingen 24: 18. 1879.
Etimología
Capparis: nombre genérico que procede del griego: kapparis que es el nombre de la alcaparra.
retusa: epíteto latino que significa "romo, sin punta".
Sinónimos
- Capparis cynophallophora var. retusa (Griseb.) Kuntze
- Cynophalla retusa (Griseb.) X. Cornejo & H.H. Iltis[5]